# Gillis Johannis le Fèvre de Montigny (1837-1907)
Gillis Johannis le Fèvre de Montigny (Kwadijk, 24 april 1837 - Hillegersberg, 18 juni 1907) was een Nederlandse burgemeester.

## Leven en werk
Le Fèvre de Montigny werd in 1837 te Kwadijk geboren als zoon van de predikant Johan Jacob le Fèvre de Montigny en van Petronella Henriette Kleijn. Hij werd in 1863 benoemd tot burgemeester van Berkel en Rodenrijs en in 1869 tot burgemeester van Hillegersberg. Hij combineerde deze functie met die van gemeentesecretaris en met het burgemeesterschap van Bergschenhoek. In 1894 werd zijn 25-jarig jubileum in Hillegersberg uitbundig gevierd.
Tijdens het burgemeesterschap van Le Fèvre de Montigny vond er in Hillegersberg enkele malen een ontploffing plaats in de werkplaats van de pyrotechnicus Gall op een eilandje in de Bergsche Plas. Bij twee ontploffingen vielen er doden te betreuren, in 1898 de 14-jarige knecht M. Dane en in 1906 de 35-jarige H.A. Gall en zijn 23-jarige knecht Otto Montfrooi.
Le Fèvre de Montigny trouwde in 1866 te Den Haag met Maria Woutherina van Haaften. Hij overleed in juni 1907 op 70-jarige leeftijd in zijn woonplaats Hillegersberg. Hij was ridder in de Orde van Oranje-Nassau. De Burgemeester le Fèvre de Montignylaan en het Burgemeester le Fèvre de Montignyplein in Hillegersberg zijn naar hem genoemd. Zijn broer Johan Jacob was burgemeester van Haastrecht. Zijn gelijknamige grootvader Gillis Johannis was ingenieur bij de genie en zijn gelijknamige kleinzoon Gillis Johannis was in de tweede helft van de 20e eeuw bevelhebber van de Nederlandse landstrijdkrachten en Chef-Defensiestaf.